# Fidury
Fidury – wieś sołecka w Polsce położona w województwie mazowieckim, w powiecie ostrowskim, w gminie Ostrów Mazowiecka.
W latach 1975–1998 miejscowość administracyjnie należała do województwa ostrołęckiego.
Wieś została spacyfikowana przez żołnierzy III Rzeszy w czasie akcji odwetowej, za zamach na niemieckiego starostę Reinharda Ekerta, którego dokonano 25 maja 1943 w Ostrowi Mazowieckiej. Zamordowani zostali: Aleksander Fidura (l. 16), Henryk Fidura (l. 20), Henryk Fidura s. Antoniego (l. 33), Stanisław Fidura (l. 21), Ansgary Puścian (l. 45), Piotr Puścian (l. 33), Stanisława Samsel (l. 16) oraz Marian Śladewski (l. 20). W Fidurach znajduje się pomnik upamiętniający pomordowanych..
Wierni Kościoła rzymskokatolickiego należą do parafii św. Maksymiliana Marii Kolbego w Kozikach.